# Sexueller Missbrauch in der römisch-katholischen Kirche in Irland
Sexueller Missbrauch in der römisch-katholischen Kirche in Irland wurde in den 2000er Jahren durch mehrere staatlich beauftragte Kommissionen untersucht, die detaillierte Berichte vorlegten: 2005 zum Bistum Ferns (Ferns Report), 2009 zum sexuellen Missbrauch an Schulen und anderen Einrichtungen für Kinder (Ryan-Bericht), 2009 zum Erzbistum Dublin (Murphy-Bericht), 2010 zum Bistum Cloyne (Cloyne-Bericht). Die Untersuchungsberichte und die Berichterstattung in den Medien lösten Skandale aus und setzten die römisch-katholische Kirche unter Druck. Drei Bischöfe traten zurück: Brendan Comiskey im Jahr 2002, Donal Murray 2009 und James Moriarty 2010. Papst Benedikt XVI. ordnete im Mai 2010 apostolische Visitationen in allen Kirchenprovinzen an, außerdem Visitationen der Ausbildungsstätten und der Ordensgemeinschaften.
Seit 1996 gab es Leitlinien der katholischen Kirche zum Umgang mit sexuellem Missbrauch. Ab 2008 leistete das kircheneigene Kinderschutzkomitee (National Board for Safeguarding Children in the Catholic Church in Ireland, NBSCCCI) Aufklärungs- und Präventionsarbeit. Ab 2010 überprüfte das NBSCCCI sämtliche Bistümer und mehr als 140 Ordensgemeinschaften. Entschädigungen erhielten vor allem Opfer, die im Zeitraum des Missbrauchs in einer katholisch geführten Einrichtung gewohnt hatten, zum Beispiel als Schüler an Internaten.
Der Artikel bezieht sich auf die römisch-katholische Kirche auf der Insel Irland. Die meisten Bistümer dieser Kirche liegen in der Republik Irland, einige liegen in Nordirland oder haben Anteil an beiden Staatsgebieten.

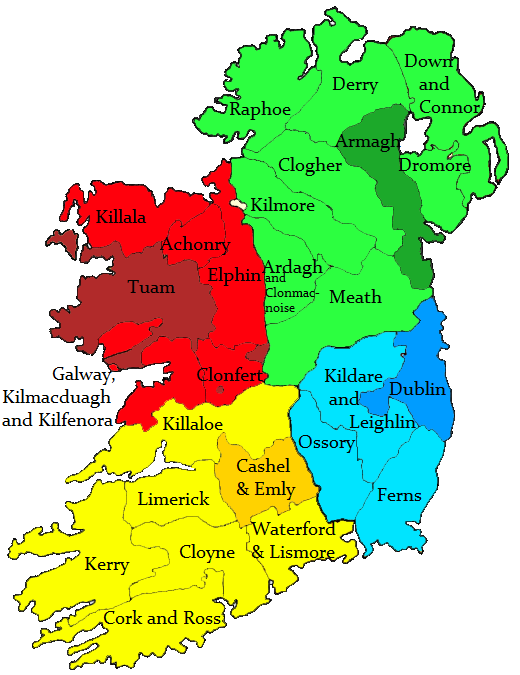
Karte der 26 irischen Bistümer in den vier Kirchenprovinzen Armagh (grün), Dublin (blau), Tuam (rot) und Cashel-Emly (gelb). Die vier Erzbistümer sind in dunkleren Farben dargestellt. Das Gebiet der Kirchenprovinz Armagh umfasst Nordirland und Teile des Staatsgebiets von Irland.

## Frühe Skandale
In den 1990er Jahren erregte der Fall des Priesters Brendan Smyth Aufsehen, der über 40 Jahre lang Kinder vergewaltigen und misshandeln konnte.
Im März 1999 beging der Priester Seán Fortune Selbstmord. Er hatte vergeblich versucht, eine Anklage wegen sexuellen Missbrauchs in 66 Fällen abzuwenden. Unter den zahlreichen Opfern Fortunes war der spätere Politiker Colm O’Gorman. Zuvor hatten Gemeindemitglieder Delegationen zu Bischof Donal Herlihy und später an seinen Nachfolger Brendan Comiskey gesandt, schließlich auch einen Brief an den Apostolischen Nuntius in Irland geschrieben, um vor Fortune zu warnen. Ihre Gesuche blieben erfolglos. Über diesen und andere Fälle berichtete der Dokumentationsfilm Suing the Pope der BBC, der am 19. März 2002 ausgestrahlt wurde.
Im Oktober 2002 sendete RTÉ den Fernsehbeitrag Cardinal Secrets der Fernsehjournalistin Mary Raftery über verschwiegene Missbrauchsfälle in Dublin. Der irische Justizminister Michael McDowell zeigte sich schockiert. Der Fernsehbeitrag war der Auslöser zur Einrichtung der Murphy-Kommission, die sexuellen Missbrauch im Erzbistum Dublin untersuchte und im November 2009 den Murphy-Bericht vorlegte.

## Untersuchungen

### Ferns-Report (2005)
Der im Oktober 2005 veröffentlichte Ferns Report über das Bistum Ferns berichtete über mehr als 100 Fälle von Kindesmissbrauch in den Jahren 1962 bis 2002 durch 21 Priester. Der Bericht übte Kritik an Bischof Donal Herlihy (Amtszeit 1964–1983) und seinem Nachfolger Brendan Comiskey (Amtszeit 1984–2002).

### Ryan-Bericht (2009)
Der im Mai 2009 veröffentlichte Ryan-Bericht belegt systematischen Kindesmissbrauch in Einrichtungen für Kinder im Zeitraum 1914 bis 2000. 1090 Betroffene – 592 Männer und 498 Frauen – wurden von der Kommission als Zeugen angehört. Die männlichen Zeugen erhoben insgesamt 474 Vorwürfe wegen physischer Misshandlung und 253 wegen sexuellen Missbrauchs. Die Zeuginnen trugen insgesamt 383 Vorwürfe wegen physischer Misshandlung und 128 wegen sexuellen Missbrauchs vor. Auch Vernachlässigung und „emotionaler Missbrauch“ wurden als Formen des Kindesmissbrauchs erfasst. Die untersuchten Vorfälle ereigneten sich zu einem großen Teil in Schulen, die von katholischen Ordensgemeinschaften betrieben wurden und unter staatlicher Aufsicht standen. Seit 1930 hatten etwa 42.000 Kinder eine solche Einrichtung besucht. In den Fokus gerieten unter anderem die Christian Brothers und die Sisters of Mercy.

### Murphy-Bericht (2009)
Der Murphy-Bericht zum Umgang der Kirche mit Fällen des sexuellen Missbrauchs im Erzbistum Dublin wurde im November 2009 veröffentlicht. Der Erzbischof von Dublin Diarmuid Martin hatte die Untersuchungskommission besonders unterstützt, indem er Tausende von vertraulichen Dokumenten veröffentlichte.
Die Untersuchungskommission untersuchte die Fälle von 320 Opfern, die im Zeitraum 1975 bis Mai 2004 von 46 Priestern missbraucht worden waren, und merkte an, dass es seit Mai 2004 weitere 130 Missbrauchsvorwürfe gegeben habe. Laut dem Bericht wurde sexueller Missbrauch von Kindern in den Jahren 1975 bis 2004 vertuscht. Die vier Erzbischöfe John Charles McQuaid (Amtszeit 1940–1971), Dermot Ryan (1972–1984), Kevin McNamara (1984–1987) und Desmond Connell (1988–2004) seien mit ihrer Kenntnis der Missbrauchsvorwürfe schlecht umgegangen. In den 1960er bis 1980er Jahren sei kein einziger Fall von einem Bischof der irischen Polizei gemeldet worden. Erst 1995 habe Bischof Connell 17 belastete Priester den Behörden gemeldet.
Im Murphy-Bericht wird neben den Geistlichen auch die Polizei für den Skandal verantwortlich gemacht; sie habe bei vorliegenden Anschuldigungen keine Ermittlungen aufgenommen.

### Cloyne-Bericht (2010/2011)
Nachdem am 19. Dezember 2008 ein kircheninterner Untersuchungsbericht des Bistums Cloyne veröffentlicht worden war, erhielt die Untersuchungskommission, die zuvor den Murphy-Bericht veröffentlicht hatte, im Januar 2009 den Auftrag, auch die Vorgänge im Bistum Cloyne zu untersuchen. Die Kommission unter Führung von Richterin Yvonne Murphy untersuchte Missbrauchsfälle im Bistum Cloyne im Zeitraum vom 1. Januar 1996 bis zum 1. Februar 2009 und befragte mehr als 100 Personen. In Rede standen Vorwürfe wegen sexuellen Missbrauchs gegen 19 Priester. Am 23. Dezember 2010 übergab die Kommission den Cloyne-Bericht, ein Dokument mit mehr als 420 Seiten Umfang, an den Justizminister der Republik Irland. Mehr als ein halbes Jahr später, am 13. Juli 2011, wurde der Bericht veröffentlicht.

#### Vorwürfe im Cloyne-Bericht
Der Bericht äußerte sich sehr kritisch zum Verhalten der Diözese Cloyne. Der im März 2010 zurückgetretene Bischof John Magee habe sich bis 2008 kaum um Missbrauchsfälle gekümmert. Außerdem wurden von 15 Missbrauchsfällen lediglich sechs der Polizei mitgeteilt. Damit hatte die Diözese Cloyne auch gegen die Regelungen der irisch-katholischen Kirche verstoßen.
In dem Bericht wurde dem Vatikan vorgeworfen, er habe die Leitlinien der Irischen Bischofskonferenz aus dem Jahr 1996 zum sexuellen Missbrauch dadurch entwertet, dass er sie als „inoffizielles Dokument“ darstellte. Dies habe den Bischöfen das Gefühl gegeben, dass sie die Leitlinien ignorieren könnten.

#### Streit über den Cloyne-Bericht
Diese Kritik nahm der irische Premierminister Enda Kenny im Juli 2011 zum Anlass, den Vatikan bei einer Rede im Parlament als „abgehoben, elitär und narzisstisch“ zu kritisieren. Der Report habe demnach festgestellt, dass der Heilige Stuhl versucht habe, in einer souveränen Republik Untersuchungen zu behindern. Der Außenminister Irlands, Eamon Gilmore, bestellte den Apostolischen Nuntius, Erzbischof Giuseppe Leanza, ein und übergab ihm den Bericht mit der Aufforderung, die Kurie solle dazu Stellung nehmen. Leanza anerkannte, dass in der römisch-katholischen Kirche „trotz aller guten Fortschritte“ schwerwiegende Versäumnisse gegeben habe, und brachte sein persönliches Bedauern zum Ausdruck.
Der Fraktionsvorsitzende der Regierungspartei Fine Gael, Charles Flanagan, forderte im irischen Fernsehen die Ausweisung des Nuntius. Premierminister Kenny äußerte den Vorschlag, Irlands Vertretung beim Vatikan zu schließen. Justizminister Alan Shatter forderte eine Aufhebung des Beichtgeheimnisses bei Missbrauchsfällen; man solle Beichtväter, die von Missbrauch erfahren und dies nicht der Polizei melden, mit bis zu fünf Jahren Haft bestrafen.
In einer Stellungnahme erinnerte der Jesuit Federico Lombardi als Sprecher des Vatikans daran, dass der Papst Erschütterung und Scham wegen der Missbrauchsfälle zum Ausdruck gebracht hatte, unter anderem in seinem Hirtenbrief vom März 2010. Der Heilige Stuhl habe seit 2001 die kirchenrechtlichen Normen wesentlich verbessert, und der Papst habe nun eine umfassende apostolische Visitation veranlasst (siehe unten). Versäumnisse seien eher dem irischen Staat im Blick auf das Zivilrecht vorzuwerfen.
Lombardis Kritik wurde von dem Moraltheologen Vincent Twomey SVD unterstützt, der darauf hinwies, dass die staatliche Untersuchung im Bistum Cloyne erst durch die vorausgegangenen kirchlichen Aufklärungsbemühungen zustande gekommen war. Emer McCarthy vom irischen Radio Vatikan sah die anstehenden Kommunalwahlen und die schwierige politische Lage der Regierung als Hauptursache für das energische Auftreten des irischen Premiers.
In der Folge wurde der Nuntius aus Dublin zurück nach Rom berufen, um bei der Ausarbeitung einer Antwort an die irische Regierung zu helfen. Diese Antwort wurde am 3. September 2011 durch Ettore Balestrero, Untersekretär im Staatssekretariat, an Helena Keleher, irische Botschafterin beim Heiligen Stuhl, übergeben.
Der Cloyne-Bericht führte auch zu Unmut in der Priesterschaft der Diözese. Erzbischof Dermot Clifford, vom Vatikan eingesetzter Verwalter der Diözese, lud daher im August 2011 alle Priester der Diözese zu einem Treffen ein.

### Untersuchungsberichte des NBSCCCI (2010 bis 2017)
Im August 2010 stellte das National Board for Safeguarding Children in the Catholic Church in Ireland (NBSCCCI) seinen ersten Untersuchungsbericht fertig, betreffend sexuellen Missbrauch im Bistum Raphoe. Ende November 2011 veröffentlichte das NBSCCCI den Raphoe-Bericht zusammen mit fünf weiteren Berichten zu den Bistümern Tuam, Derry, Ardagh und Clonmacnois, Dromore und Kilmore. In den sechs Bistümern registrierte das kircheneigene Kinderschutzkomitee insgesamt 160 Verdachtsfälle sexuellen Missbrauchs und 85 beschuldigte Priester im Zeitraum 1975 bis 2010. Allein im Bistum Raphoe gab es in diesem Zeitraum 52 Fälle von Beschuldigungen und 14 belastete Priester. Das Komitee warf den drei Bischöfen, die im Untersuchungszeitraum im Bistum Raphoe die Verantwortung trugen, „schwere Fehlurteile“ vor. Sie hätten sich vor allem um die Täter gekümmert und zu wenig auf die Opfer geachtet. Das Komitee kritisierte auch das Bistum Derry scharf. Dort seien beschuldigte Priester oft nur versetzt worden und hätten dann in den neuen Gemeinden weitere Kinder missbraucht.
Vertreter von Missbrauchsopfern erkannten in den Berichten Fortschritte in der Zusammenarbeit zwischen Kirche und staatlichen Behörden, kritisierten aber, der mangelhafte Umgang der Kirche mit den Opfern hätte noch genauer dargestellt werden sollen. Ein Sprecher der Oppositionspartei Fianna Fáil forderte weitere Ermittlungen. Colm O’Gorman, der Geschäftsführer von Amnesty International in Irland, merkte an: „Wir müssen uns bewusst sein, dass diese Berichte nur mit der Zustimmung der betroffenen Bischöfe veröffentlicht wurden.“
In den Jahren 2012 bis 2017 überprüfte das NBSCCCI nach und nach die übrigen Bistümer und mehr als 140 Ordensgemeinschaften bzw. Kongregationen, die meisten nach den NBSCCCI-Leitlinien von 2008, einige nach den aktualisierten Leitlinien von 2016.

## Weitere Vorwürfe

### Kritik am Vatikan
Erst seit 2001 ist die Glaubenskongregation des Vatikans allein für Missbrauchsfälle zuständig. Zuvor war auch die Kleruskongregation an den Regelungen der Missbrauchsfälle beteiligt. Nachdem die irischen Bischöfe in ihren Leitlinien von 1996 festgelegt hatten, auffällig gewordene Priester schon bei Verdacht umgehend den staatlichen Behörden zu melden, übermittelte der irische Nuntius, Luciano Storero, in einem vertraulichen Schreiben an die irischen Bischöfe vom 31. Januar 1997 „schwere Bedenken“ der Kleruskongregation wegen dieses Vorgehens und mahnte die strikte Einhaltung der kirchlichen Verfahren an. Die Kleruskongregation wurde damals von Darío Castrillón Hoyos geleitet.
In einem Anfang 2011 ausgestrahlten Fernsehbeitrag von RTÉ verteidigten sich die irischen Bischöfe gegen den auch von Papst Benedikt XVI. erhobenen Vorwurf, sie hätten auf die Missbrauchsfälle nicht vorschriftsmäßig reagiert. Sie verwiesen auf ihre Leitlinien von 1996 und das Schreiben des Nuntius vom Januar 1997. Laut der TV-Dokumentation hatte damals ein irischer Bischof gesagt, das Schreiben sei ein „Mandat zur Vertuschung“, und aus Protest mit Rücktritt gedroht. Die TV-Dokumentation warf dem Vatikan vor, insbesondere im Fall des Priesters Tony Walsh versagt zu haben, der hunderte Jungen missbraucht haben soll und im Dezember 2010 von einem irischen Gericht zu 123 Jahren Haft verurteilt wurde. Der Vatikan-Sprecher Federico Lombardi erklärte zu dem Schreiben vom Januar 1997, es handele sich um ein Missverständnis. Das Schreiben habe nicht den Zweck gehabt, die Auslieferung von Tätern an die Behörden zu verhindern. Vielmehr habe der Vatikan die Einhaltung kanonischer Normen angemahnt, um auszuschließen, dass Täter sich den kirchlichen Strafen entziehen könnten.
Die Kleruskongregation und der Brief des Nuntius wurden auch im Cloyne-Bericht kritisiert, der im Juli 2011 veröffentlicht wurde. Lombardi stellte nochmals die Position des Vatikans dar. Das Schreiben von 1997 sei schon deshalb keine Aufforderung zur Missachtung staatlicher Gesetze gewesen, weil es damals keine gesetzliche Anzeigepflicht bei Missbrauch in Irland gab. Die Kleruskongregation habe nur dafür sorgen wollen, dass das kirchenrechtliche Verfahren in jedem Fall beachtet wird.

### Kritik an Kardinal Brady
Im März 2010 geriet Seán Brady, irischer Primas und Vorsitzender der Irischen Bischofskonferenz, unter Druck. Er hatte als Priester miterlebt, wie zwei von Brendan Smyth missbrauchte Jugendliche dazu gebracht wurden, ein Schweigegelübde abzulegen, und nichts unternommen. Brady erklärte dazu: „Wenn ich zurückschaue, schäme ich mich, dass ich nicht immer die Werte, an die ich glaube, hochgehalten habe.“
Im Mai 2012 geriet Kardinal Brady durch einen Fernsehbeitrag der BBC erneut unter schweren öffentlichen Druck. Die drei größten Parteien Irlands forderten seinen Rücktritt. Brady hatte 1975 als Sekretär des Bischofs von Kilmore die Aussagen des damals 14-jährigen Brendan Boland vor einer Kirchenkommission protokolliert. Boland, der jahrelang von dem Priester Brendan Smyth missbraucht worden war, hatte sich damals Brady anvertraut und nannte auch die Namen von fünf weiteren Opfern. Weder Brady noch seine Vorgesetzten gaben die Informationen an die Polizei weiter. Smyth wurde lediglich aus seinem Amt als Gemeindepriester entfernt und konnte sein Missbrauchsverhalten fortsetzen. Boland und die anderen Opfer wurden zu strengstem Stillschweigen ermahnt, auch gegenüber den eigenen Eltern. Boland warf nun in dem Fernsehbeitrag Kardinal Brady vor, mit seinem Verhalten dazu beigetragen zu haben, dass Missbrauch nicht verhindert wurde. Brady entschuldigte sich daraufhin persönlich bei den früheren Opfern und öffentlich für sein damaliges Verhalten. Er erklärte, dass er heute darauf bestehen würde, Eltern und Polizei zu benachrichtigen.

### Missbrauchsvorwürfe gegen Missionare in Afrika
Der Fernsehsender RTÉ berichtete im Mai 2011 von Anschuldigungen gegen irische Missionare, die über 30 Jahre hinweg Kinder in Afrika missbraucht haben sollen. Dem Priester Kevin Reynolds wurde dabei vorgeworfen, 1982 ein Mädchen in Kenia vergewaltigt und ein Kind mit ihr gezeugt zu haben. Reynolds musste daraufhin von seinem Priesteramt zurücktreten und aus der Gemeindewohnung ausziehen. Im September konnte er mit zwei Vaterschaftstests seine Unschuld beweisen. RTÉ entschuldigte sich bei Reynolds.

### Missbrauchsvorwürfe gegen Spiritaner-Patres
Der Provinzobere des Ordens der Spiritaner, Martin Kelly, teilte im November 2022 in einer im staatlichen TV-Sender RTÉ ausgestrahlten Dokumentation mit, dass 233 ehemalige Schüler 77 Patres an Ordensschulen der Spiritaner vorwarfen, sie sexuell missbraucht zu haben; der Orden haben den Betroffenen seit 2004 insgesamt 5 Millionen Euro an Entschädigung gezahlt.

## Reaktionen der Kirche

### Irische Kirche
Im März 1994 begründete die Irische Bischofskonferenz das Advisory Committee on Child Sexual Abuse by Priests and Religious, einen Ausschuss zum Umgang mit sexuellem Kindesmissbrauch durch katholische Priester und Ordensangehörige. Das 13-köpfige Gremium unter Vorsitz von Bischof Laurence Forristal erarbeitete im Austausch mit Fachleuten und Betroffenen Richtlinien zum Umgang mit sexuellem Missbrauch und Missbrauchsvorwürfen. Diese ersten Leitlinien erschienen im Januar 1996 unter dem Titel Child Sexual Abuse: Framework for a Church Response. Das 67-seitige Dokument wurde wegen des grünen Umschlags meist Green Book („Grünes Buch“) genannt.
Bischof Brendan Comiskey trat Anfang April 2002 zurück. Ihm war vorgeworfen worden, im Umgang mit Seán Fortune und anderen Tätern in seinem Bistum versagt zu haben.
Im Dezember 2005 veröffentlichte die Irische Bischofskonferenz zusammen mit zwei Dachorganisationen katholischer Ordensgemeinschaften (The Conference of Religious of Ireland und The Irish Missionary Union) verbesserte und erweiterte Leitlinien unter dem Titel Our Children, Our Church („Unsere Kinder, unsere Kirche“). Die neuen Leitlinien hatten einen Umfang von mehr als 100 Seiten und gingen detaillierter als bisher auf das Thema Prävention ein.
Im Zusammenhang mit der Veröffentlichung der neuen Leitlinien wurde beschlossen, ein National Board for Child Protection in the Catholic Church („Nationaler Ausschuss zum Schutz von Kindern in der katholischen Kirche“) einzurichten. Dieses Gremium trat im Mai 2006 zusammen. Anfang 2008 änderte es seinen Namen in National Board for Safeguarding Children in the Catholic Church in Ireland („Nationaler Ausschuss zum Schutz von Kindern in der katholischen Kirche in Irland“), kurz NBSCCCI. Im Dezember 2008 wurde als Träger des NBSCCCI die Organisation Coimirce (irisch für „Schutz“) eingetragen. Das NBSCCCI koordiniert Maßnahmen zur Prävention und zum Umgang mit Missbrauchsfällen und überwacht die katholischen Organisationen in Irland auf Einhaltung der Richtlinien. Es hat seit 2008 zahlreiche Dokumente veröffentlicht, darunter Leitlinien, Untersuchungsberichte, Jahresberichte, Ratgeber, Newsletter und Pressemitteilungen.
Nach der Veröffentlichung des Murphy-Berichts im November 2009 boten vier Bischöfe ihren Rücktritt an. Am 14. Dezember 2009 nahm Papst Benedikt XVI. den Rücktritt von Bischof Donal Murray an. Bischof James Moriarty bot kurz danach seinen Rücktritt an. Die Weihbischöfe Eamonn Walsh und Raymond Field aus dem Erzbistum Dublin gaben ihre Entscheidung am Heiligen Abend während der Christmette bekannt. Walsh und Field wiesen die gegen sie vorgebrachten Vorwürfe zurück, entschuldigten sich aber gleichwohl bei den Opfern. Im April 2010 nahm Benedikt XVI. den Rücktritt von Bischof Moriarty an. Hingegen lehnte er im August 2010 die Rücktrittsgesuche der Bischöfe Walsh und Field ab.
Erzbischof Diarmuid Martin, der irische Primas, sagte in seiner Predigt am Heiligen Abend 2009, kriminelles Verhalten müsse in jedem Fall verfolgt werden. Die Erneuerung der Kirche müsse damit beginnen, dass die Vergangenheit „ernsthaft und brutal“ aufgeklärt werde. Es gebe „keine Worte der Entschuldigung, die jemals ausreichend seien“. Am 20. Februar 2011 vollzog Erzbischof Martin eine Bußzeremonie in der Prokathedrale St. Mary’s in Dublin. Zusammen mit dem Erzbischof von Boston, Kardinal Seán O’Malley, wusch er Missbrauchsopfern die Füße und erklärte: „Für das Vertuschen von Missbrauchs-Verbrechen und für das Leid, das dadurch über viele weitere Kinder kam, bitten wir Gott um Vergebung. Das Erzbistum Dublin wird nie mehr so sein wie früher. Es wird diese Wunde immer mit sich tragen.“
Zwei Tage später sagte Erzbischof Martin bei einer Rede an der Universität Cambridge, die irische Kirche befinde sich in einer tiefen Krise. In manchen Gemeinden besuchten nur noch zwei Prozent der Katholiken die Sonntagsmesse. In seiner eigenen Diözese gebe es in diesem Jahr keine einzige Priesterweihe. Die Krise gehe aber über den Missbrauchsskandal hinaus und zeichne sich schon lange ab. Zur selben Zeit erklärte der apostolische Visitator Seán O’Malley in seinem Bericht an Papst Benedikt XVI., dass sich die irische Kirche nach den Missbrauchsskandalen am Rande des Zusammenbruchs befinde. Sie habe nur noch fünf bis zehn Jahre Zeit, um das Abrutschen in die Bedeutungslosigkeit mit radikalen Reformen zu verhindern.
Aus Anlass des Jahrestages des Hirtenbriefes von Papst Benedikt XVI. stellte die Irische Bischofskonferenz im März 2011 ihr Programm Towards Healing and Renewal („In Richtung Heilung und Erneuerung“) vor. Die Bischöfe schrieben, es sei einer ihrer größten Fehler gewesen, bei den „Schreien“ der Opfer sexuellen Missbrauchs nicht hingehört zu haben. Das Programm versteht sich als koordinierte pastorale Antwort auf die bekanntgewordenen Missbrauchsfälle und umfasst verschiedene Maßnahmen, von Gebetsinitiativen über eine Telefonhotline und die Finanzierung psychologischer Betreuung für Missbrauchsopfer bis zur Prävention. Die Unterstützung und Begleitung von Missbrauchsopfern, die bisher von der Organisation Faoiseamh (deutsch „Fürsorge“) geleistet wurde, solle in das Programm übernommen und ausgebaut werden. Die irischen Bischöfe verpflichteten sich, die Zusammenarbeit mit dem kircheneigenen Kinderschutzkomitee fortzusetzen.
Ab Ende 2011 veröffentlichte das Kinderschutzkomitee NBSCCCI Untersuchungsberichte zu allen Bistümern und Ordensgemeinschaften in Irland (siehe oben).

### Vatikan
Nach dem Erscheinen des Murphy-Berichts im November 2009 entschuldigte sich Papst Benedikt XVI. im Dezember für den sexuellen Missbrauch von Kindern durch Priester in Irland. Er teile mit vielen Gläubigen in Irland „die Empörung, das Gefühl des Verrats und die Scham“ über die „abscheulichen Verbrechen“.
Im Januar 2010 berief Benedikt XVI. alle irischen Bischöfe nach Rom ein, um den Missbrauchsskandal zu erörtern. Das Treffen sollte im Februar stattfinden. Am 20. März 2010 wurde ein Hirtenbrief des Papstes an die Kirche in Irland veröffentlicht.
Wie in diesem Hirtenbrief angekündigt, ordnete Papst Benedikt XVI. am 31. Mai 2010 apostolische Visitationen in den Kirchenprovinzen, Orden und Ausbildungsstätten in Irland an, die im Herbst 2010 beginnen sollten. Die Visitatoren sollten untersuchen, wie vor Ort mit Missbrauchsfällen umgegangen und wie Opfern geholfen wurde. Die Richtlinien der Bischöfe sollten überprüft und gegebenenfalls die Maßnahmen zur Prävention verbessert werden.
- In einer ersten Phase sollten die vier Erzbistümer Irlands visitiert werden (danach auch Suffraganbistümer):[63][64]
  - Erzbistum Armagh: Visitation durch den emeritierten britischen Kardinal Cormac Murphy-O’Connor, Erzbischof von Westminster, Großbritannien
  - Erzbistum Dublin: Visitation durch Kardinal Seán Patrick O’Malley, Erzbischof von Boston, USA
  - Erzbistum Cashel und Emly: Visitation durch Erzbischof Thomas Collins von Toronto, Kanada
  - Erzbistum Tuam: Visitation durch Erzbischof Terrence Thomas Prendergast von Ottawa, Kanada
- Die apostolische Visitation in den Priesterseminaren und im Irischen Kolleg in Rom wurde von der Bildungskongregation koordiniert. Zum Visitator wurde der New Yorker Erzbischof Timothy Dolan ernannt.[63][64]
- Die Überprüfung der Ordensgemeinschaften sollte federführend von der Ordenskongregation koordiniert werden. Zunächst wurden Fragebögen an alle Ordensoberen verschickt. Anschließend sollten Joseph Tobin (Oberer der Redemptoristen) und Gero McLaughlin (Jesuit) die Männerorden überprüfen und die Oberinnen Sharon Holland IHM und Mairin McDonagh RJM die Frauenorden.[63][64]

Die apostolische Visitation sollte auch Vertreter der Missbrauchsopfer einbeziehen, was von der Organisation Survivors of Child Abuse begrüßt wurde. Es sei wichtig, dass der Umgang mit den Missbrauchsfällen nicht mehr nur von den irischen Bischöfen abhänge.
Im März 2012 wurden die Ergebnisse im Vatikan vorgestellt. Die Visitatoren forderten die irische Kirche auf, die Ausbildung von Priestern und Ordensangehörigen zu verbessern, die Richtlinien zum Umgang mit auffällig gewordenen Geistlichen zu überarbeiten und neue Regeln zum Umgang mit verurteilten Tätern auszuarbeiten. Die Visitatoren stellten generell große Mängel und Versäumnisse im bisherigen Umgang mit Tätern fest. Die Reaktionen mehrerer Bischöfe und Ordensoberer seien mangelhaft gewesen. Eine wachsende Entfremdung von der katholischen Lehre sei auch bei Geistlichen in Irland festzustellen.
Die Ergebnisse der Visitation wurden von der irischen Regierung überwiegend positiv aufgenommen. Kritisiert wurde hingegen der interne Charakter und die „unverständliche Sprache“ des Berichtes.

## Entschädigungen

### Residential Institutions Redress Board
Im Zusammenhang mit der Erarbeitung des Ryan-Berichts (Einrichtung der Untersuchungskommission im Mai 1999, Veröffentlichung des Berichts im Mai 2009) wurde früh beschlossen, die untersuchte Opfergruppe zu entschädigen. Dies betraf sogenannte residential institutions (sinngemäß „Wohn-Einrichtungen“), in denen die Kinder (im Alter von bis zu 17 Jahren) nicht nur tagsüber betreut wurden, sondern auch wohnten, also etwa katholisch geführte Internate oder Wohnheime. Da die im Ryan-Bericht behandelten residential institutions von katholischen Ordensgemeinschaften unter staatlicher Aufsicht betrieben wurden, waren sowohl die Ordensgemeinschaften als auch der Staat für Entschädigungen verantwortlich.
Die Regierung richtete zunächst ein Compensation Advisory Committee ein. Den Vorsitz hatte Sean Ryan, der später den Vorsitz der Untersuchungskommission übernahm und nach dem der Ryan-Bericht benannt ist. Das Komitee arbeitete das Konzept der Entschädigungen aus und legte es im Januar 2002 vor. Im April 2002 wurde mit dem Residential Institutions Redress Act die gesetzliche Grundlage für die Entschädigungen geschaffen. Die residential institutions sind auf den letzten Seiten des Gesetzestextes in einer Liste einzeln aufgeführt. Anspruch auf Entschädigung hatte, wer an einer dieser knapp 130 Einrichtungen Missbrauch erlebt und entsprechende Schädigungen erlitten hatte. Außer sexuellem Missbrauch wurden auch körperlicher Missbrauch (Gewalttätigkeit), emotionaler Missbrauch und schwerwiegende Vernachlässigung berücksichtigt – dieselben Kategorien von Kindesmissbrauch wie im Ryan-Bericht.
Auf der Grundlage des Gesetzes wurde das Residential Institutions Redress Board eingerichtet, das über die Entschädigungsanträge entschied. Das Entschädigungsprogramm begann offiziell am 2. Dezember 2002. Danach gingen die ersten Anträge auf Entschädigung ein. Bis zum 16. September 2011 konnten Anträge gestellt werden.
Nach einer Prüfung des Antrags und gegebenenfalls einer Anhörung erhielten die Antragsteller je nach Schwere des Missbrauchs eine Entschädigung in Höhe von bis zu 300.000 Euro. 16.631 Anträge wurden eingereicht (Stand August 2015). In 1069 Fällen wurde der Antrag zurückgezogen oder abgelehnt oder es wurde keine Entschädigung bewilligt. In 17 Fällen lehnten die Antragsteller die Entschädigungszahlung ab. In den übrigen Fällen wurde eine Entschädigung ausgezahlt, im Schnitt waren es 62.240 Euro. Insgesamt wurden rund 970 Millionen Euro ausgezahlt. Dazu kamen Anwaltshonorare in Höhe von 193 Millionen Euro (98 Prozent der Antragsteller hatten anwaltliche Hilfe in Anspruch genommen). Die Gesamtkosten wurden Ende 2015 mit 1,5 Milliarden Euro veranschlagt – eine Verfünffachung der ursprünglich geschätzten Kosten.
Die Finanzierung war von Anfang an umstritten und entwickelte sich zu einem zähen Ringen. Im Mai 2002, als die späteren Kosten noch nicht absehbar waren, vereinbarten 18 Ordensgemeinschaften mit der Regierung, einmalig 128 Millionen Euro zu leisten, teils durch die Übertragung von Vermögenswerten auf den Staat. Die Übertragung von 60 Immobilien war Bestandteil der Vereinbarung. Nachdem eine staatliche Schätzung im Jahr 2003 noch von 9000 Anträgen auf Entschädigung und 828 Millionen Euro Gesamtkosten ausgegangen war, rechnete man Anfang 2006 schon mit 1,3 Milliarden Euro Gesamtkosten, weil die Zahl der Anträge auf etwa 14.700 gestiegen war. Nach der Veröffentlichung des Ryan-Reports folgte im Jahr 2009 eine weitere Vereinbarung. Die 18 Ordensgemeinschaften sagten zu, zusätzlich 352,6 Millionen Euro zu leisten (davon 235 Millionen Euro durch die Übertragung weiterer Vermögenswerte), also insgesamt 480,6 Millionen Euro. Der irische Bildungsminister Ruairi Quinn forderte im August 2011, dass die katholischen Orden ihren Anteil auf 680 Millionen Euro erhöhen sollten, um sich hälftig an 1,36 Milliarden Euro Gesamtkosten zu beteiligen. Stattdessen verringerten sich die Zusagen der Orden im Jahr 2015 um 127 Millionen Euro, als die Christian Brothers ihr Angebot aus dem Jahr 2009 zurückzogen, 49 Grundstücke dem Staat zu übertragen. Ende 2015 hatten die Orden insgesamt rund 193 Millionen Euro geleistet (davon rund 43 Millionen Euro durch die Übertragung von 48 Immobilien) – das entsprach nur 13 Prozent der rund 1,5 Milliarden Euro Gesamtkosten. Die Regierung vertrat weiterhin die Meinung, dass die Orden die Gesamtkosten zur Hälfte übernehmen sollten. Ende 2016 waren von den 60 im Jahr 2002 zugesagten Immobilien nach wie vor nur 48 übertragen worden, im September 2018 waren es 55.

### Sonstige Entschädigungen
Für andere Fälle von sexuellem Kindesmissbrauch – also solche, die sich nicht an einer residential institution ereignet hatten – gibt es kein vergleichbares Entschädigungsprogramm. Das katholische Kinderschutzkomitee NBSCCCI gibt dazu in seinen Richtlinien die Auskunft, Opfer von Kindesmissbrauch könnten auf drei Wegen versuchen, eine Entschädigung zu erlangen:
- Einen Antrag direkt beim Bischof bzw. beim Ordensoberen stellen. Dieser könne dann ein Angebot zur Entschädigung unterbreiten – oder auch nicht.
- Einen Rechtsanwalt einschalten. Dieser könne sich wiederum an den Bischof bzw. Ordensoberen wenden oder aber das Anliegen beim High Court verfolgen.
- Den Bischof bzw. Ordensoberen bitten, einen Mediator zu benennen. Im Vergleich zu einer gerichtlichen Auseinandersetzung habe die Mediation Vorteile (Verzicht auf Streit, Vermeidung hoher Gerichtskosten). Das Ergebnis müsse für beide Seiten zufriedenstellend sein.

## Anzeigepflicht
Im irischen Strafrecht war das Beichtgeheimnis eine Ausnahme von der Verpflichtung, Kindesmissbrauch zur Anzeige zu bringen. Ein Gesetz schaffte diese Ausnahme im Jahr 2012 ab. Anzeigen aufgrund eines Geständnisses bei der Beichte beziehungsweise entsprechende Gerichtsverfahren wurden danach (Stand August 2017) aber nicht registriert.